# سي بي إس سبورت
سي بي إس سبورت (بالإنجليزية: CBS Sports)‏ هو القسم الرياضي لشبكة التلفزيون الأمريكية سي بي إس. يقع مقرها الرئيسي في مبنى سي بي إس في شارع دبليو 52 في ميدتاون مانهاتن، نيويورك، مع برامج تم إنتاجها من استوديو 43 في مركز البث سي بي إس في شارع دبليو 57.
تشمل الخصائص الرياضية الأولى لشبكة سي بي أس الدوري الوطني لكرة القدم الأمريكية (NFL)، وكرة القدم الجنوبية الشرقية (SEC)، وكلية كرة السلة على شبكة سي بي أس (بما في ذلك البث التلفزيوني لبطولة أن سي أيه أيه القسم الأول لكرة السلة للرجال)، وجولة الجولف بي جي أيه، بما في ذلك بطولة الماسترز للغولف وبطولة بي جي أيه.

## وصلات خارجية
- الموقع الرسمي